# Association fa'afafine samoane

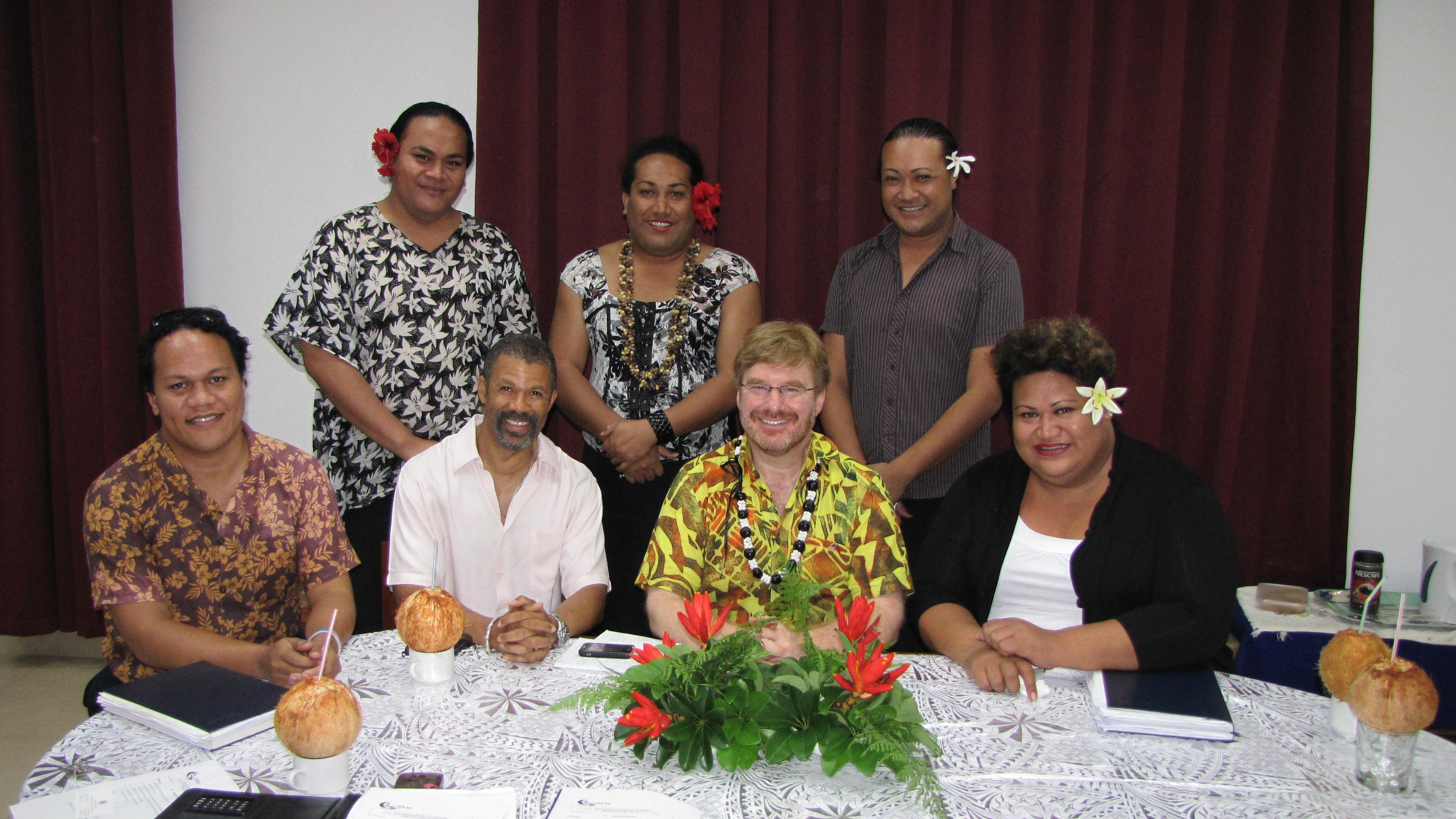
L'ambassadeur américain Huebner avec les dirigeantes de l'association fa'afafine samoane en 2011.

L'association fa'afafine samoane, en anglais Samoa Fa'afafine Association, est une organisation dont le siège se situe à Samoa et qui apporte un soutien aux communautés LGBTQ+. Elle organise le concours annuel Miss Fa'afafine, propose des programmes éducatifs sur la santé sexuelle et défend les droits des personnes LGBTQ+ aux Samoa, en particulier ses communautés fa'afafine.

## Contexte
L'Association Samoa Fa'afafine est fondée en 2006, par un groupe de dix fa'afafine, parmi lesquels figurent Ymana Brown  et To'oto'oali'I Roger Stanley, qui devint première présidente de cette association en 2006,. Depuis sa création, l'association est placée sous le patronage du président samoan, Tuilaepa Aiono Sailele Malielegaoi. Son site Web est lancé en 2008. 
La SFA est alignée sur plusieurs organisations LGBTQ+, à la fois dans la région du Pacifique et dans le monde, notamment l'International Trans Fund et l'International Lesbian, Gay, Bisexual, Trans and Intersex Association.

## Campagnes
La SFA travaille avec le ministère de la Santé sur les campagnes de sensibilisation au VIH. Elle sensibilise à d'autres problèmes de santé sexuelle. En 2013, ses actions conduisent à l'abrogation réussie des lois interdisant « l'usurpation d'identité féminine ». En 2016, la SFA s'exprime sur le traitement dans la presse samoane de la mort par suicide d'un membre de sa communauté, dont une photographie du corps nu a été publiée à la une du Sunday Samoan . L'article mégenre Jeanine Tuivaiki, ce à quoi la SFA s'oppose. En 2016, la SFA organise la première semaine nationale Fa'afafine des Samoa, financée par l'ambassade des États-Unis aux Samoa. En 2019, la SFA organise des manifestations contre la censure du film biopic Rocketman, adapté de la vie d'Elton John,. 

### Fa'afatama
Alors que les fa'afafine sont des personnes désignées comme des hommes à la naissance qui « vivent à la manière des femmes », les fa'afatama sont des personnes assignées femmes à la naissance qui « vivent à la manière » des hommes. La SFA était divisée quant à savoir si les fa'afatama devaient faire partie de l'organisation jusqu'en 2015, date à laquelle leur adhésion s'est élargie pour les inclure. Cependant, leur premier membre fa'afatama n'y adhère qu'en 2017. La même année, la SFA organise le premier rassemblement formel de fa'afatama de Samoa, réunissant des membres de la communauté qui ne se connaissaient pas auparavant, pour créer un réseau et mieux comprendre comment la SFA peut aider à défendre leurs besoins.

### Collecte de fonds
La SFA organise le concours Miss Fa'afafine, qui collecte des fonds pour leur travail communautaire, ainsi que la sensibilisation aux droits des LGBT. Il est maintenant de coutume que le Premier ministre des Samoa ouvre l'événement. Les redevances du livre Samoan Queer Lives, écrit par Dan Taulapapa McMullin et Yuki Kihara, sont reversées à la SFA. 

## Membres notables
- To'oto'oali'I Roger Stanley - Présidente, 2006-2018[11].
- Alex Su'a - Présidente, à partir de 2018[12].